# Alexandre Adolf Stuart-Houston
Pour les articles homonymes, voir Stuart, Houston (homonymie) et Hitler (homonymie).
Alexandre Adolf Stuart-Houston ou Alexandre Hitler (né le 11 août 1949) est un psychologue américain. Il est le petit neveu d'Adolf Hitler.

## Biographie
Alexandre Adolf Stuart-Houston est le fils de William Patrick Hitler et le petit-fils de Alois Hitler (1882-1956), le demi-frère ainé illégitime d'Adolf Hitler.
Installé au Northport VA Medical Center, il vit avec ses frères, Brian et Louis, à Patchogue, Brokenhave, New York, États-Unis.
Des scientifiques ont prouvé, à partir d'une analyse d'ADN, qu'il est le plus proche parent d'Adolf Hitler.
Il apparaît dans le documentaire d'Emmanuel Amara Le Serment des Hitler en 2014.